# Nováchene (Pleven)
Nováchene (búlgaro: Нова̀чене) es un pueblo de Bulgaria perteneciente al municipio de Nikópol de la provincia de Pleven.
Se ubica a orillas del río Osam sobre la carretera 304, unos 15 km al sur de la capital municipal Nikópol.

## Demografía
En 2011 tenía 1196 habitantes, de los cuales el 87,45% eran étnicamente búlgaros, el 5,1% gitanos y el 2,75% turcos.
En anteriores censos su población ha sido la siguiente:
| Gráfica de evolución demográfica de Nováchene entre 1934 y 2011 |
|                                                                 |